# Myślenice
Myślenice – miasto powiatowe w woj. małopolskim, siedziba powiatu myślenickiego i gminy miejsko-wiejskiej Myślenice, jeden z ośrodków miejskich aglomeracji krakowskiej.
Wzmiankowane od XIII wieku, uzyskały lokację miejską w 1342 roku. Miasto królewskie Myślimice położone było w drugiej połowie XVI wieku w powiecie szczyrzyckim województwa krakowskiego. Wchodziło w skład klucza myślenickiego, stanowiącego uposażenie kasztelanów krakowskich. Nazwa miasta pochodzi, wedle jednej z hipotez, od imienia założyciela osady – Myślimira.

## Położenie
Myślenice leżą 30 km na południe od Krakowa, nad rzeką Rabą i jej lewym dopływem Bysinką . Położone są na pograniczu Beskidów (na południu) i pasa pogórzy (na północy). Po zachodniej stronie Raby są to Beskid Makowski i Pogórze Wielickie, zaś po wschodniej stronie Raby – Beskid Wyspowy i Pogórze Wiśnickie. Leżą pomiędzy wzgórzami Dalin, Chełm oraz Uklejna.

## Warunki geologiczne
Myślenice leżą na obszarze okna tektonicznego, położonego strefie antyklinalnej, tzw. strefie lanckorońsko-żegocińskiej. Spod płaszczowiny śląskiej ukazują się tu ogniwa górnej kredy i eocenu płaszczowiny podśląskiej. Południowy brzeg tego okna przebiega przez centrum miasta, na południe od Rynku. W południowym obramieniu okna występują ogniwa dolnokredowe, należące do górnych warstw płaszczowiny śląskiej, z którymi kontaktują się już warstwy krośnieńskie. Są one zluźnione w stosunku do podłoża i przesunięte ku północy pod naciskiem płaszczowiny magurskiej, która buduje wzgórza na południe od miasta.

### Dzielnice
Miasto dzieli się na sześć dzielnic:
- Centrum;
- Chełm;
- Dolne Przedmieście;
- Górne Przedmieście;
- Osiedle Tysiąclecia;
- Zarabie – oddzielona od pozostałej części miasta Rabą dzielnica turystyczna, w której ulokowane są liczne atrakcje (m.in. kolej linowa, kąpielisko, park linowy i skatepark).

## Historia

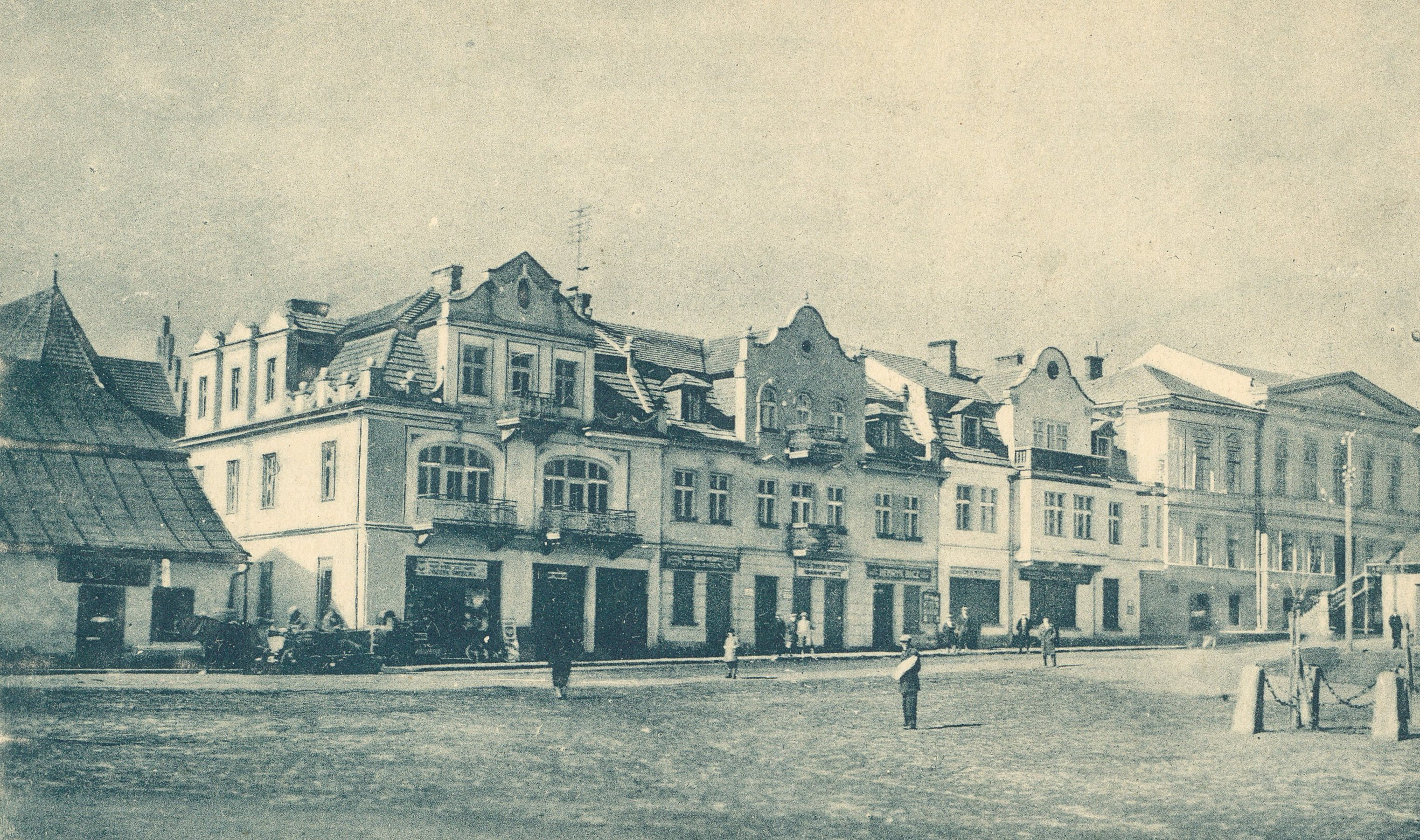
Rynek w Myślenicach około 1933

Pierwsza historyczna wzmianka o Myślenicach pojawiła się w latach 1253–1258 w Kodeksie Tynieckim i mówiła o umocnieniach obronnych. Myślenice broniły bowiem w owym czasie dostępu do stolicy Polski, Krakowa, od strony południowej. W tamtym okresie w rejonie miasta istniał system umocnień, tak zwana brona myślenicka, której główną część stanowił zamek w Myślenicach, warownia u podnóża góry Uklejny, zwanej Zamczyskiem.
Kluczową datą w historii osady był rok 1342, kiedy miała miejsce lokacja miasta. Przywilej lokacyjny nadał Myślenicom król Kazimierz Wielki. Sprzedał sołectwo myślenickie dwóm mieszczanom z Wieliczki (obaj nosili imię Hynko). W tym samym roku kasztelan krakowski Spytko z Melsztyna ufundował kościół parafialny. Od tego czasu miasteczko zaczęło się prężnie rozwijać. Myślenice odwiedził m.in. Mikołaj Rej, który tam kończył trzecią księgę Żywota człowieka poczciwego. Oprócz niego w mieście przebywał król Władysław Jagiełło i królowa Jadwiga, a także cesarz Zygmunt Luksemburski, królowie Węgier i Danii oraz liczni książęta.
Okres świetności skończył się w 1557 roku, kiedy Spytek Wawrzyniec Jordan przekazał Myślenice kasztelanii krakowskiej. Krakowscy rządcy byli bardziej zajęci problemami wielkiego miasta, toteż Myślenice zaczęły podupadać. O miasteczku przypomniano sobie w latach trzydziestych i czterdziestych XVII wieku, kiedy do Myślenic trafił cudowny obraz Matki Boskiej. Kolejną degradację miasto przeżyło po potopie szwedzkim, w wyniku którego spłonęły dwa kościoły, a maryjne wota zostały rozkradzione.
Po I rozbiorze Polski Myślenice zostały włączone do terytorium cesarstwa austriackiego.
W 1908, z inicjatywy Stanisława Pardyaka powstaje Gimnazjum w Myślenicach. Po I wojnie światowej burmistrzem miasta został Jan Dunin-Brzeziński, który w czasie wojny był dowódcą 2 pułku Szwoleżerów Rokitniańskich. O Myślenicach jeszcze raz było głośno w 1936 roku, kiedy Adam Doboszyński zorganizował „Wyprawę myślenicką”, w trakcie której rozbrojono posterunek policji, zdemolowano kilka sklepów żydowskich na rynku oraz próbowano podpalić bożnicę.
W czasie drugiej wojny światowej Myślenice były pod niemiecką okupacją od 5 września 1939. W tym czasie dwukrotnie miasto było pacyfikowane (29 czerwca 1940 i 29 kwietnia 1942 r.). Myślenice zostały zdobyte 22 stycznia 1945 roku przez oddziały 38 armii 4. Frontu Ukraińskiego.
Myślenice początku XX w. opisał Jan Sztaudynger w Szczęściu z datą wczorajszą. W rodzinnym domu na Zarabiu przy ul. Sosnowej spędzał wakacje w dzieciństwie i wczesnej młodości.
W latach 1960–1972 miasto było siedzibą władz gromady Myślenice, ale nie należało do niej. W latach 1975–1998 miasto leżało w woj. krakowskim.

## Zabytki

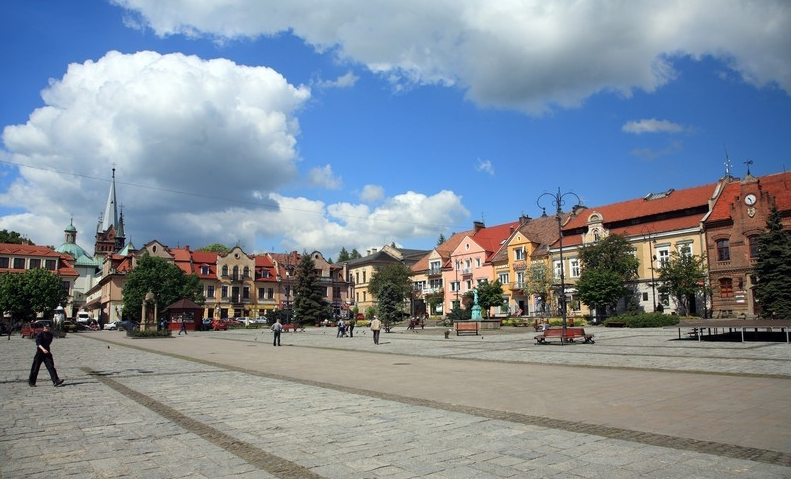
Rynek

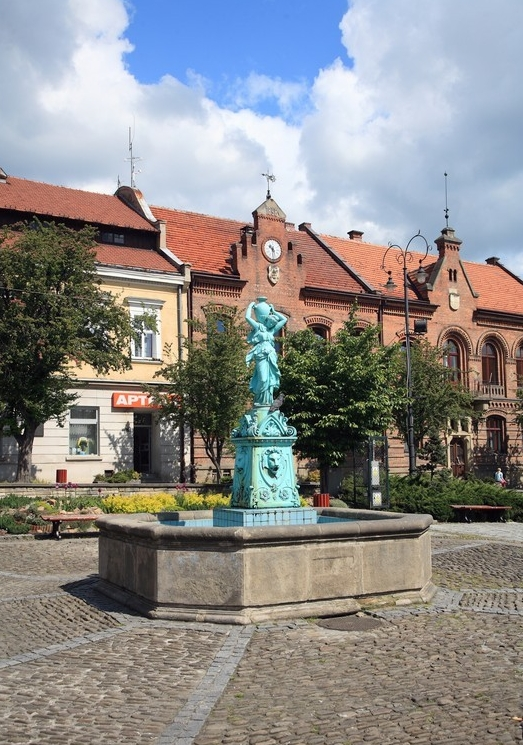
Studnia-fontanna „Tereska” z końca XIX wieku

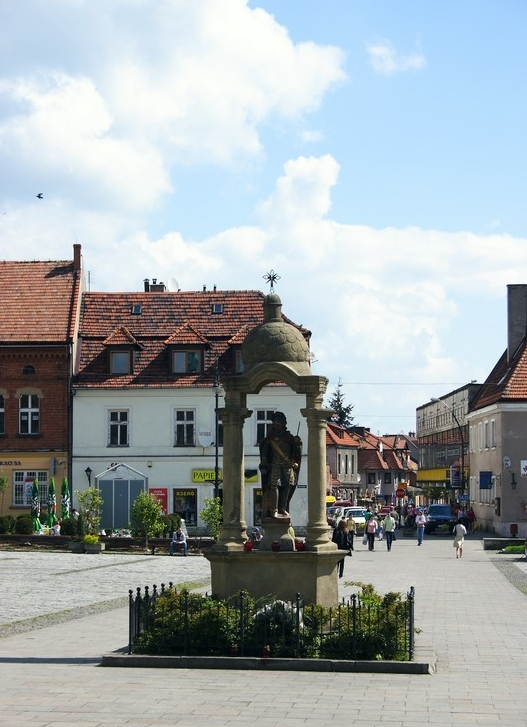
Pomnik Świętego Floriana z XVIII wieku

Centralnym i najważniejszym punktem miasta jest rynek o kształcie zbliżonym do prostokąta z pierzejami długimi na 120/100/80/115 metrów. Został on wytyczony w roku 1458 według prawa magdeburskiego. W wieku XVIII powstawały przy nim pierwsze murowane domy, najstarszym z nich jest „Kamienica Obońskich” mieszcząca się pod numerem 27. Na płycie rynku znajdują się dwa symbole miasta: studnia-fontanna „Tereska” – pochodzący z końca XIX wieku żeliwny posąg z czeskiej odlewni w Blansku oraz pomnik Świętego Floriana z XVIII wieku.
Kościół parafialny pw. Narodzenia Najświętszej Marii Panny znajduje się przy ulicy Piotra Skargi, w pobliżu zachodniej pierzei rynku. Został zbudowany w roku 1466 w stylu gotyckim, a następnie przeszedł wiele modernizacji, które wniosły wiele elementów architektury renesansowej i barokowej. Najstarszą częścią jest prezbiterium oraz nawa główna, z następnych wieków pochodzą zachowane części kościoła, w tym kaplice: Serca Pana Jezusa oraz Matki Bożej, w której znajduje się obraz Matki Boskiej Myślenickiej. Obraz ten wg tradycji powstał w XVI wieku w Rzymie i stanowił własność papieża Sykstusa V, do Myślenic natomiast trafił w roku 1624, a pod koniec XVII wieku został uznany za cudowny. Dokonane badania świadczą jednak, że jest to dzieło z kręgu manierystów praskich powstałe albo w Czechach albo już w Polsce w Krakowie.
Dom Grecki, murowany budynek znajdujący się przy ulicy Sobieskiego 3 został wybudowany w końcu XVII wieku jako dom zajezdny. Początkowo był parterowy, a od roku 1818 jednopiętrowy. Nazwę zawdzięcza goszczeniu licznych kupców ormiańskich, nazywanych wtedy przez miejscowych Grekami. Od drugiej połowy dwudziestego wieku pełni funkcję siedziby Muzeum Regionalnego. Wśród wystaw można podziwiać: XIX-wieczne wnętrza mieszczańskie, ekspozycje dzieł sztuki ludowej, etnograficzne, archeologiczne oraz dotyczące II wojny światowej.
Kościół pw. Świętego Jakuba Apostoła został wybudowany pod koniec wieku XV w miejscu najstarszego kościoła w Myślenicach. Podobnie jak kościół parafialny, powstał w stylu gotyckim, lecz przez liczne przebudowy, posiada elementy charakterystyczne dla wielu stylów. Przy kościele oraz po przeciwnej stronie ulicy Niepodległości znajdują się dwa cmentarze, na których są XIX-wieczne klasycystyczne nagrobki oraz dwie zbiorowe mogiły: Grób Nieznanego Żołnierza oraz grób Żołnierza Sowieckiego. Kościół jest jednym z punktów na projektowanej Beskidzkiej Drodze św. Jakuba. W jego pobliżu, na zboczu Plebańskiej Góry, znajduje się źródło zwane „Studzienką”. Mieszkańcy Myślenic uznawali wodę z tego źródła za uzdrawiającą. Obok niego w XVIII wieku powstała Kaplica Matki Bożej Śnieżnej.

## Transport
- 7E77  Droga krajowa nr 7 (E77): Gdynia – Gdańsk – Warszawa – Kraków – Chyżne – granica państwa
- 967 Droga wojewódzka nr 967: Myślenice – Łapczyca

## Kultura
Większość wydarzeń kulturalnych odbywających się w Myślenicach związanych jest z Myślenickim Ośrodkiem Kultury i Sportu. Organizuje on koncerty, spotkania i wydarzenia literackie oraz kulturalne. Przy MOKiS działa Teatr im. Ks. Kardynała Karola Wojtyły oraz Kino „Muza”.
W mieście działa też Myślenickie Centrum Kultury i związany z nim Zespół Pieśni i Tańca „Ziemia Myślenicka”, który zdobywa liczne laury i nagrody w kraju i za granicą.

## Oświata
- Szkoła Podstawowa nr 1 im. Juliusza Słowackiego w Myślenicach
- Szkoła Podstawowa nr 2 im. Bohaterów Westerplatte w Myślenicach
- Szkoła Podstawowa nr 3 im. Jana Pawła II w Myślenicach
- Szkoła Podstawowa nr 4 im. św. Jadwigi Królowej w Myślenicach
- Szkoła Podstawowa nr 5 (Zespołu Szkół)
- Szkoła Podstawowa nr 6 w Myślenicach (Chełm)
- Szkoła Podstawowa Specjalna nr 1 w Myślenicach

- I Liceum Ogólnokształcące im. Tadeusza Kościuszki w Myślenicach
- Zespół Szkół Małopolska Szkoła Gościnności im. Tytusa Chałubińskiego w Myślenicach
- Zespół Szkół im. Mikołaja Reja w Myślenicach
- Zespół Szkół im. Andrzeja Średniawskiego w Myślenicach
- Zespół Szkół Prywatnych Teresy i Andrzeja Osińskich w Myślenicach
- Niepubliczne Liceum Ogólnokształcące „Liceo” w Myślenicach

## Wspólnoty wyznaniowe
Większość mieszkańców Myślenic stanowią katolicy. Na terenie Myślenic działalność religijną prowadzą następujące Kościoły i związki wyznaniowe:
- Kościół rzymskokatolicki:
  - parafia Narodzenia NMP (kościół Narodzenia NMP)[17]
  - parafia św. Franciszka z Asyżu[18]
  - parafia św. Brata Alberta[19]
- Kościół Ewangelicznych Chrześcijan:
  - Zbór „Ewangeliczna Społeczność Myślenice”[20][21]
- Świadkowie Jehowy:
  - zbór Myślenice (Sala Królestwa ul. 3 Maja 31)[22]

## Sport
- KS Dalin Myślenice – wielosekcyjny klub sportowy, obecnie głównie piłkarski
- Stowarzyszenie Miłośników Siatkówki Dalin Myślenice
- Sokół Myślenice – wielosekcyjny klub sportowy ze świetlicą socjoterapeutyczną
- LKS Orzeł Myślenice – piłkarski klub sportowy, założony w 1948 roku, przez jakiś czas wielosekcyjny. Obecnie piłkarze grają w V lidzie, czyli Klasie Okręgowej Kraków III. Siedziba klubu mieści się przy ul. Kazimierza Wielkiego[23], zaś stadion przy ul. Andrzeja Marka. Stadion ma pojemność 2000 miejsc, z czego 800 siedzących[24].
- LKS Górki Myślenice – piłkarski klub sportowy, założony w 2005 roku, obecnie występuje w A-klasie gr. Myślenice. Siedziba klubu mieści się przy ulicy 3-go Maja, zaś boisko sportowe przy ul. Solidarności. Stadion o pojemności 100 miejsc siedzących został oddany do użytku w sierpniu 2016 roku[25].
- Myślenicki Klub Pétanque – klub pétanque
- UKS Zarabie – tenis stołowy
- UKS Shiro Sagi Dojo – Klub Karate, Iaido, Kenjutsu i Samoobrony MDS – założony w 1995 roku
- UKS Fight Club Myślenice – Myślenicka Szkoła Sportów Walki i Samoobrony
- MLKSz Myślenice – klub szachowy
- PKS Albert Myślenice – amatorski klub koszykówki grający w KNBA
- Baza treningowa Wisły Kraków[26].
- SJK Hucul – stajnia
- SUMKS Jedynka Myślenice – Klub Piłki Ręcznej

## Ludzie związani z Myślenicami

### Burmistrzowie Myślenic
- Walenty Wątorski[27]
- 1873–1878 – Andrzej Marek[28]
- 1878–1882 – Jan Schally[29]
- Mikołaj Klakurka[29]

...
- 1934–1939 – Jan Dunin-Brzeziński

...
- 1990 – Tadeusz Kozłowiecki[30]
- 1990–1992 – Janusz Moszumański[30]
- 1992–1998 – Stanisław Nowacki[30]
- 1998–2002 – Władysław Kurowski[30]
- 2002–2003 – Stanisław Kot[30]
- 2003–2018 – Maciej Ostrowski[30]
- od 2018 – Jarosław Szlachetka[31]

## Współpraca międzynarodowa
Miasta partnerskie:
- Bełchatów, Polska (2003)
- Csopak, Węgry (11.2005)
- Lüdenscheid, Niemcy (1.09.1989)
- Tinqueux, Francja (12.2005)
- Nowa Wieś Spiska, Słowacja (2015)